# Klettwitz-Sonnenhäusel
Die Offroad-Rennstrecke Klettwitz-Sonnenhäusel oder Motocross-Strecke Lausitzring Sonnenhäusel ist eine Moto- und Autocross-Strecke in Brandenburg. Die ursprüngliche Strecke befand sich zwei Kilometer östlich von Klettwitz nördlich zur Ortslage Krügers Mühle und musste dem EuroSpeedway Lausitz weichen. Heute befinden sich an selbiger Stelle das Dekra-Technologiezentrum und das Haupttor zum EuroSpeedway Lausitz. 2014 wurde die aktuelle Strecke wiedereröffnet, die sich unmittelbar am Dekra-Oval der Rennstrecke befindet.

## Geschichte

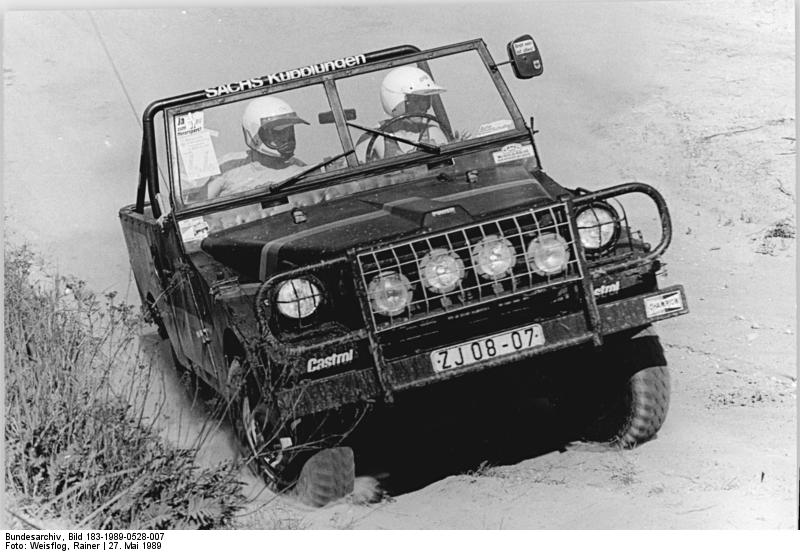
27. Mai 1989, 2. Geländewagen-Rallye 4 × 4 „Durch das Lausitzer Land“, der Ruhlander Oliver Hohte mit Beifahrer

Die Motocross-Strecke Sonnenhäusel entstand zum Anfang der 1970er-Jahre am Rande des neuerschlossenen Tagebaus Meuro. Ihr Name Sonnenhäusel geht auf die zuvor dort gelegene gleichnamige Meuroer Siedlung zurück, welche 1971 für den Tagebau devastiert wurde.
Die Rennstrecke Klettwitz-Sonnenhäusel wurde bis Mitte der 1990er-Jahre vom MC BKK Senftenberg betrieben, es fand jedes Jahr im Oktober der Lauf zur Enduro-DDR-Meisterschaft „Rund um die Braunkohle“ von 1974 bis 1990 statt. Seit Ende der 1980er-Jahre wurden auch Autocross-Rennen ausgerichtet. Die Rennstrecke Sonnenhäusel musste Ende der 1990er Jahre dem Lausitz-Ring weichen, wobei versprochen wurde, dass die Rennstrecke Sonnenhäusel neu aufgebaut wird.
Nach zehn Jahren wurde das Versprechen eingelöst. Seit dem 14. Oktober 2011 ist die Strecke fertiggestellt, und seit Frühjahr 2012 kann sie auch wieder befahren werden.
Der Start des Test- und Trainingsbetriebs für Motocross-Interessierte erfolgte im April 2014.

## Veranstaltungen
- 1. Geländewagen-Rallye ?
- 2. Geländewagen-Rallye 1989[5]
- „Rund um die Braunkohle“, internationale DDR Enduro Meisterschaft. Von 1974 bis 1990 mit Start auf dem Sonnenhäusel (jährliche DDR-Meisterschaft, im Oktober)